# Hermenegildo González

La région d'O Deza en Galice gouvernée par le comte Hermenegildo González.

Hermenegildo González ou Mendo Ier Gonçalves (mort entre 943 et 950) était un comte Galicien au Xe siècle du Royaume de León, seigneur de Deza, et l'ancêtre de l'une des lignées galaïco-portugaise les plus importantes du début du Moyen Âge. Il apparaît dans les chartes médiévales confirmant comme Ermegildvs Gvndisalvis.

## Biographie
Fils du comte Gonçalo Betotes et de Teresa Eriz, et petit-fils maternel du comte Ero Fernández, Hermenegildo avait plusieurs frères et sœurs, dont Aragonta González, qui était l'épouse de Ordoño II de León avant d'être mis de côté, et le comte Pelayo González,.
Il commence à apparaître dans les chartes médiévales en 926 et est apparemment mort relativement jeune, car on ne le voit plus après 943, et certainement vers 950 lorsque sa veuve et ses enfants se partagent l'héritage, tandis que sa veuve continue d'apparaître jusqu'en 981.

## Mariage et descendance
Il épousa Mumadona Dias, Comtesse de Portugal entre 915 et 920, fille du comte Diego Fernández et de la comtesse Onecca (Onega) et fondatrice du Monastère de Guimarães. En 926, le roi Ramire II de León fit don au couple du village connu sous le nom de Creximir' ' près de Guimarães. Deux ans plus tard, la mère de Mumadona, Onecca, fit une donation, confirmée par plusieurs magnats, dont son gendre Hermenegildo, au Monastère de Lorvão in memoria domnissimi nostri nomini ueremudi diue memorie  où elle mentionne tous ses enfants :
- Gonzalo Menéndez[3], comte et dux magnus du Portugal, qui apparaît pour la première fois dans un document du 24 juillet 950, le même document qui confirme Hermenegildo comme déjà mort ;
- Diego Menéndez (décédé après 964), marié à Aldonza et père d'une religieuse au monastère fondé par sa grand-mère, en l'honneur de laquelle elle porte le nom, Mumadona Dias ;
- Ramiro Menéndez (mort avant 964), marié à Adosinda Gutiérrez, fille du comte Gutierre Menéndez et d'Ilduara Ériz. Ce couple était probablement les parents de la reine Velasquita, première épouse du roi Bermude II de León[5],[6] ;
- Onecca Menéndez, mariée à Gutierre Rodríguez ;
- Nuño Menéndez (décédé vers 959) ;
- Arias Menendez.